# Lispocephala brachialis
Lispocephala brachialis är en tvåvingeart som först beskrevs av Camillo Rondani 1877.  Lispocephala brachialis ingår i släktet Lispocephala, och familjen husflugor. Arten är reproducerande i Sverige.